# Drancy (stad)
Drancy is een gemeente in het Franse departement Seine-Saint-Denis (regio Île-de-France). De gemeente telde 71.312 inwoners op 1 januari 2022. De inwoners zijn Drancéens.

## Geschiedenis
De naam Drancy komt van het middeleeuws Latijn Derenciacum, voordien Terentiacum of "huis van Terentius".
Halfweg de 19e eeuw was Drancy een landbouwdorp waar voornamelijk groenten werden geteeld voor de markt van Parijs. In 1860 werd de spoorlijn tussen Parijs en Soissons aangelegd en vanaf 1863 werd begonnen met de bouw van een rangeerstation. Drancy lag op de frontlijn tijdens de Frans-Duitse Oorlog (1870-1871). Het dorp werd grotendeels verwoest. In 1877 verloor het (nog) landelijke Drancy een vijftigtal hectare in het noordoosten aan Le Bourget. Deze gemeente in volle expansie had nood aan gronden voor het vestigen van industrie.
In de loop van de 20e eeuw werden de landbouwgronden in Drancy verkaveld en verstedelijkte de gemeente. Arbeiders vestigden zich in de gemeente. Nog voor de Eerste Wereldoorlog kreeg Drancy een socialistische burgemeester en in 1935 een communistische burgemeester.
Tijdens de Tweede Wereldoorlog was in Drancy een concentratie- en doorgangskamp gevestigd. Vanuit kamp Drancy werden circa 65.000 Joden gedeporteerd.
De gemeente was verdeeld over de kantons Le Bourget en Drancy tot op 22 maart 2015 dat laatste kanton werd opgeheven en de gemeente werd herverdeeld over de kantons Le Blanc-Mesnil en Drancy.
Op 1 januari 2017 werd de gemeente overgeheveld van het arrondissement Bobigny naar het arrondissement Le Raincy.

## Geografie
De oppervlakte van Drancy bedroeg op 1 januari 2022 7,76 vierkante kilometer; de bevolkingsdichtheid was toen 9.189,7 inwoners per km².
De onderstaande kaart toont de ligging van Drancy met de belangrijkste infrastructuur en aangrenzende gemeenten.

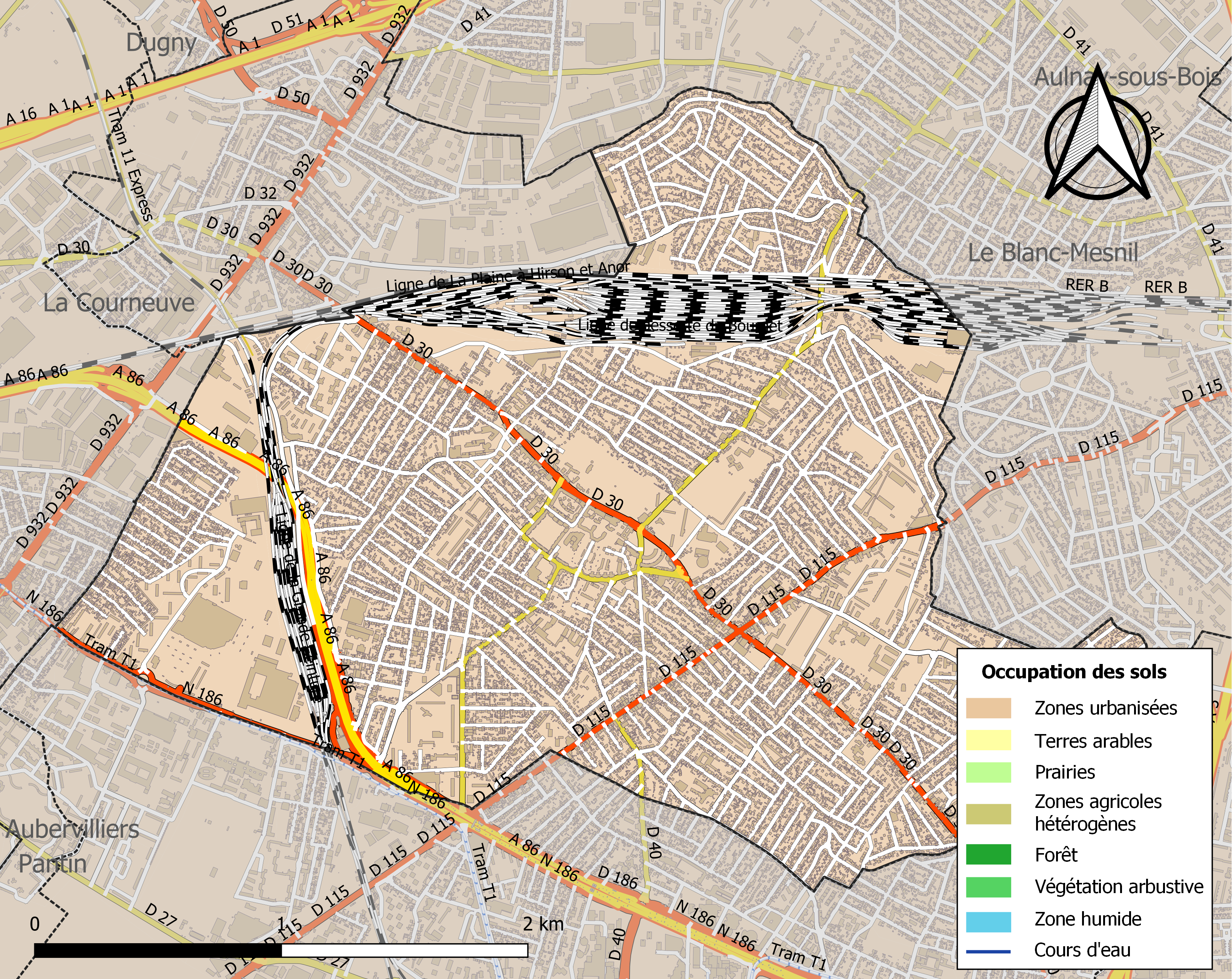

## Demografie
In 1866 telde de gemeente 543 inwoners. Aan de vooravond van de Eerste Wereldoorlog telde Drancy ongeveer 8.000 inwoners. Onderstaande figuur toont het verloop van het inwonertal (bron: INSEE-tellingen).

## Geboren
- François Cretté de Palluel  (1741-1798), agronoom
- Michel Jonasz (1947), zanger
- Thierry Démarez (1971), set designer, striptekenaar en illustrator
- Sofiane Milous (1988), judoka

## Overleden
- Max Jacob (1876-1944), dichter, schrijver, essayist en schilder

## Afbeeldingen

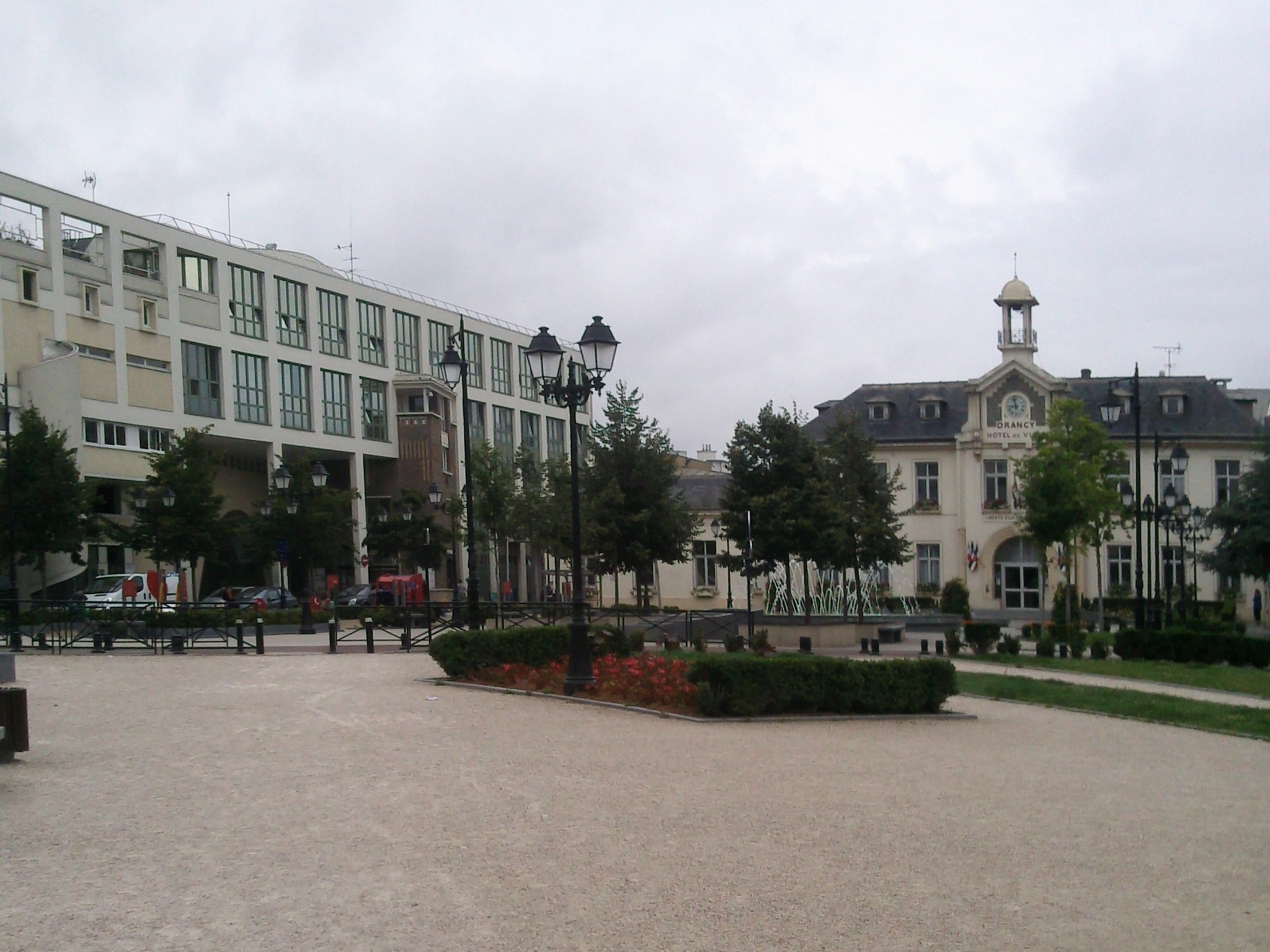
Gemeentehuis
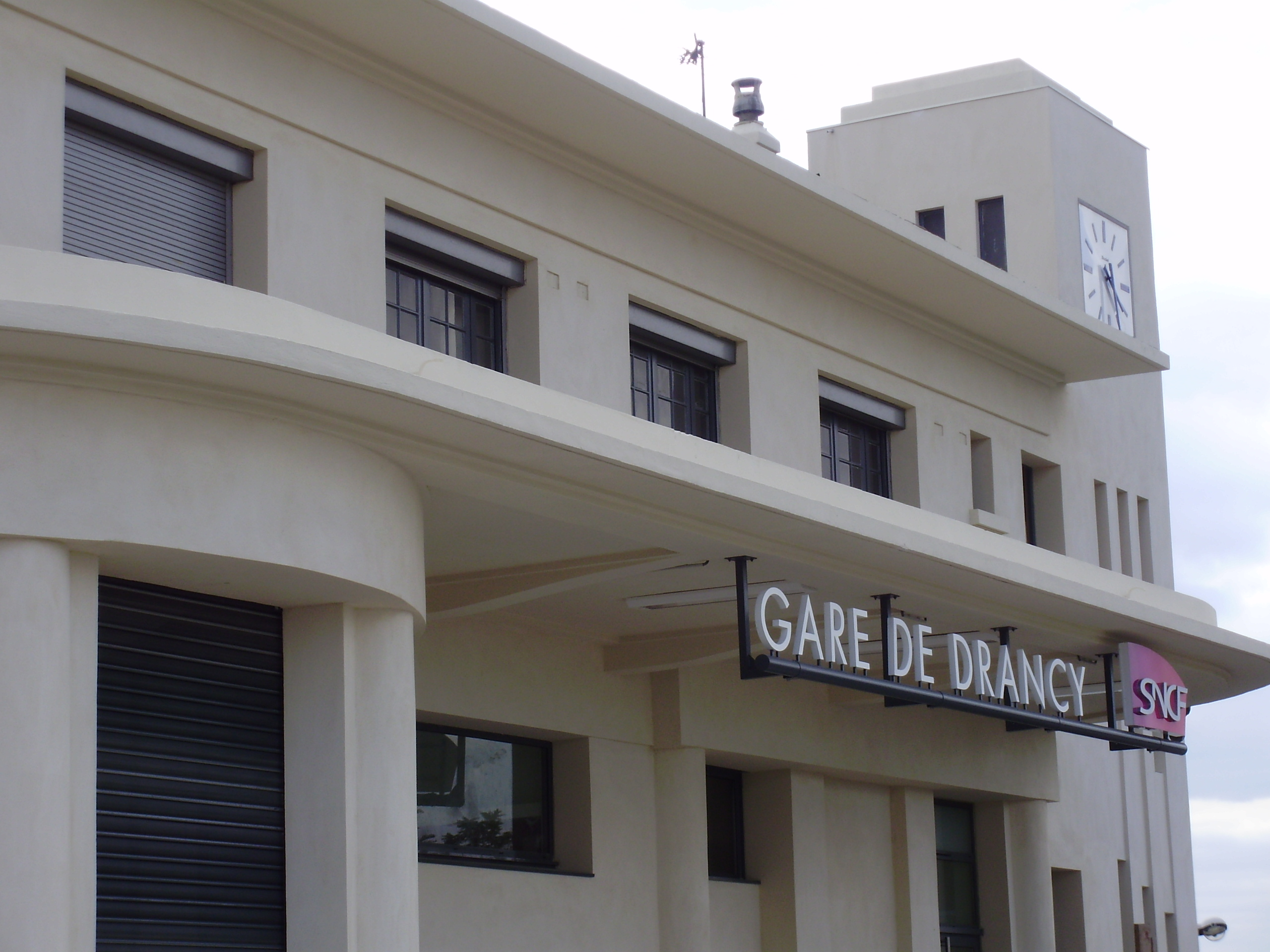
Station
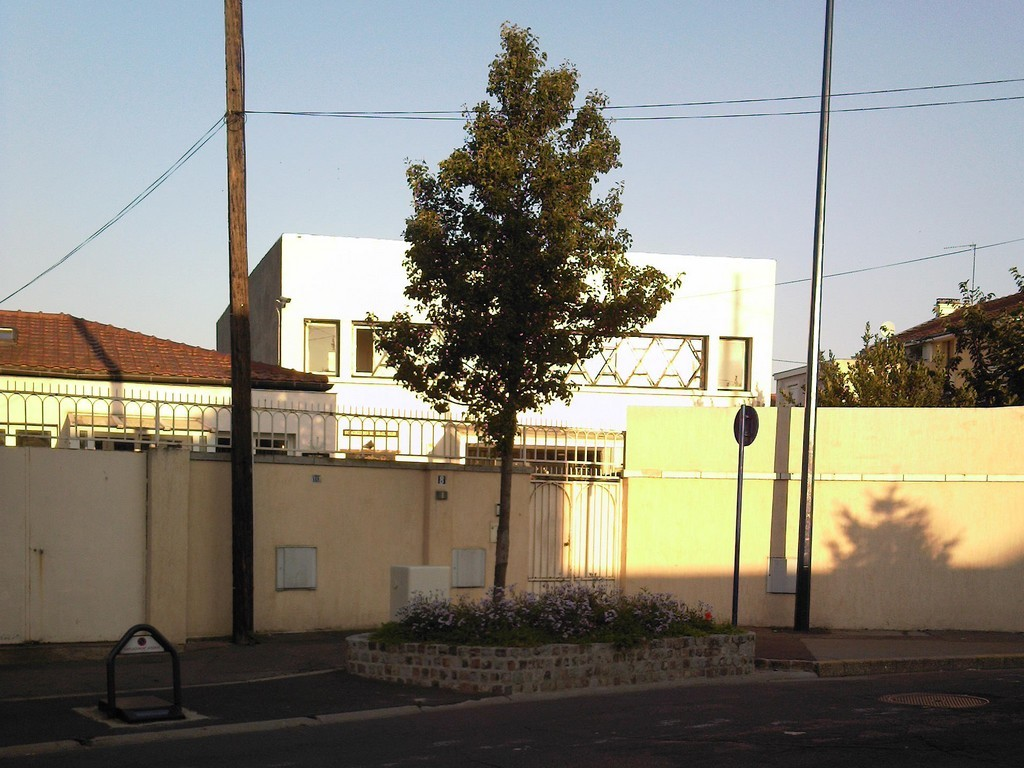
Synagoge
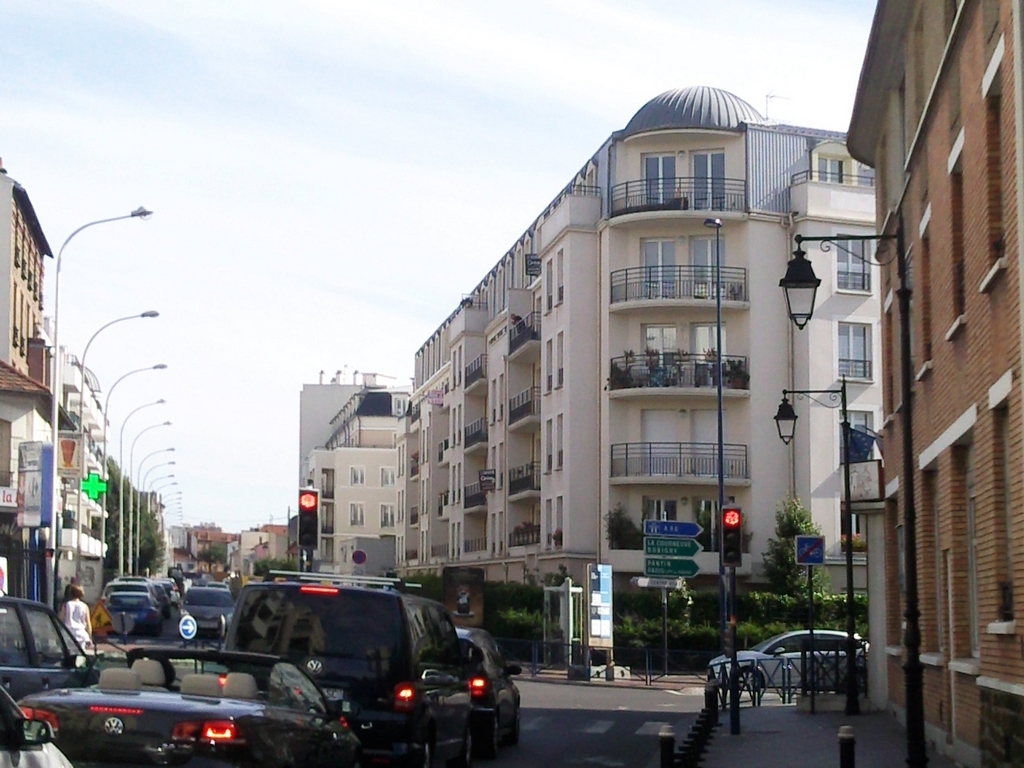
Centrum
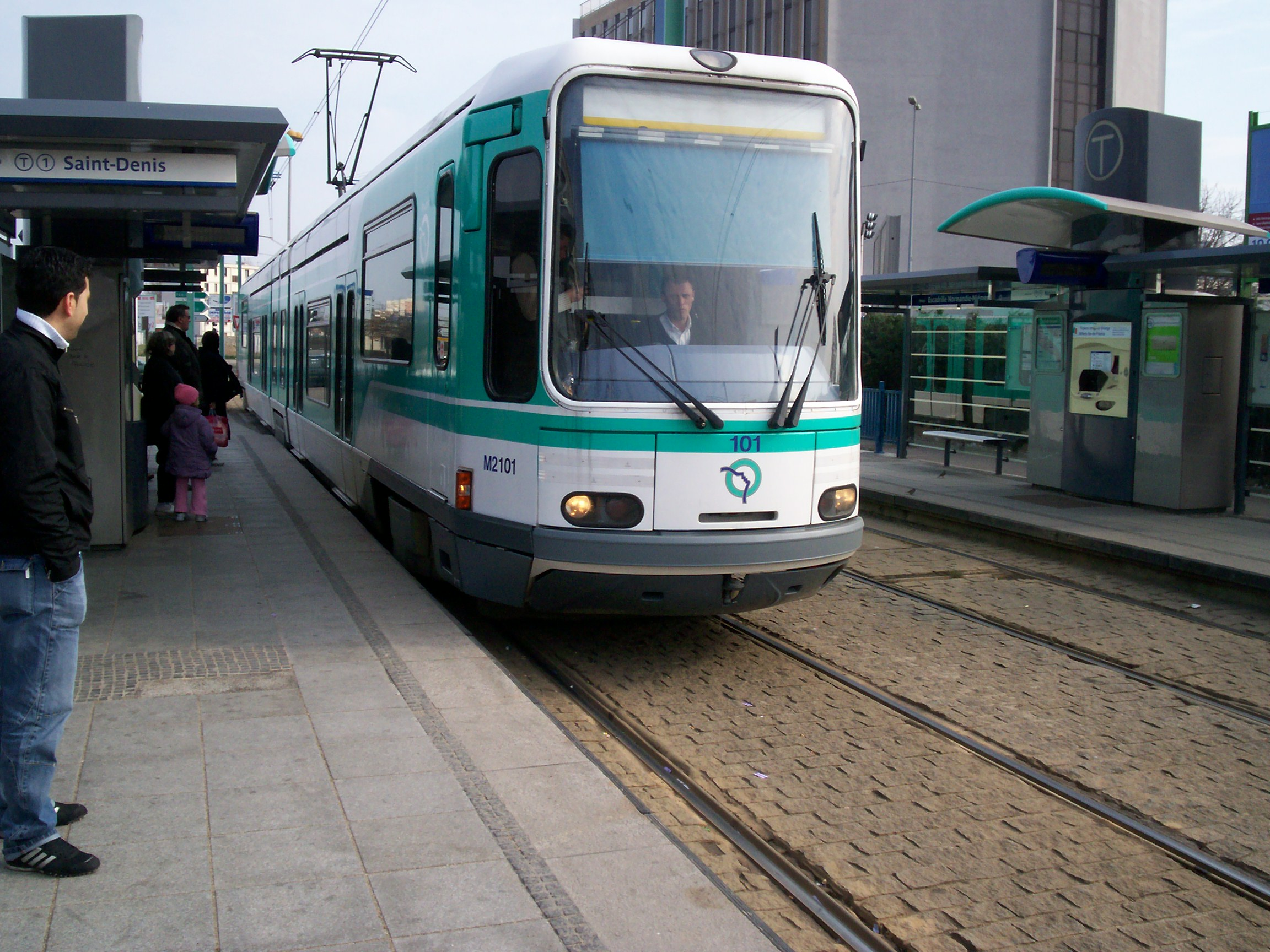
Tramlijn T1